# Nils Trædal
Nils Trædal (* 29. November 1879 in Sunndal, Møre og Romsdal; † 12. Oktober 1948 in Oslo) war ein norwegischer lutherischer Geistlicher und Politiker der Bauernpartei, der unter anderem mehrere Ministerämter bekleidete und im Frühjahr 1932 kurzzeitig kommissarischer Ministerpräsident sowie zwischen 1938 und 1948 Parteivorsitzender war.

## Leben

### Pfarrer und Kommunalpolitiker
Trædal, Sohn eines Landwirts, begann nach dem Besuch der Amtsschule in Nordmøre und der Mittelschule ein Studium der Theologie und schloss dieses 1910 ab. Anschließend war er zunächst Kaplan am Nidarosdom in Trondheim, und danach von 1912 bis 1923 Pfarrer in Kolvereid.
Während dieser Zeit begann er auch sein politisches Engagement in der Kommunalpolitik und war zwischen 1913 und 1919 Ortsvorsteher von Kolvereid. Zugleich war er zwischen 1918 und 1923 Propst im Äußeren Namdalen (Ytre Namdal) und danach von 1923 bis 1931 Pfarrer in Aukra sowie zugleich zwischen 1928 und 1936 Propst im Äußeren Romsdal (Ytre Romsdal). Darüber hinaus war er zwischen 1928 und 1934 außerdem erstmals stellvertretendes Mitglied des Storting.

### Minister und kommissarischer Ministerpräsident
Am 12. Mai 1931 wurde er von Ministerpräsident Peder Kolstad zum Minister (Statsråd) für Kirchen und Unterricht in dessen Regierung berufen und bekleidete dieses Amt auch unter Kolstads Nachfolger Jens Hundseid bis zum 3. März 1933. Nachdem Ministerpräsident Kolstad schwer erkrankt und schließlich Anfang März 1932 verstorben war, war Trædal vom 29. Februar bis zum 10. März 1932 kommissarischer Ministerpräsident (Fungerende Statsminister) sowie zugleich vom 1. März bis zum 10. März 1932 kommissarischer Außenminister.
Nach seinem Ausscheiden aus der Regierung 1933 nahm Trædal, der 1932 auch Mitglied des Vorstandes der Norwegischen Pfarrervereinigung (Den norske kirkes presteforeining) wurde, seine Tätigkeit als Pfarrer von Aukra wieder auf und wirkte dort bis 1936. 1934 wurde er als Kandidat der Bauernpartei erstmals zum Abgeordneten in das Storting gewählt und vertrat dort bis 1936 den Wahlkreis Møre. Zugleich wurde er 1934 Vizevorsitzender der Norwegischen Bauernunion und bekleidete diese Funktion bis 1940.

### Parteivorsitzender und Vizepräsident des Storting
Nachdem Trædal zwischen 1935 und 1938 Vizevorsitzender der Bondepartiet war, wurde er 1938 Nachfolger von Jens Hundseid als Parteivorsitzender und behielt dieses Amt bis zu seinem Tod.
1936 übernahm er das Amt des Pfarrers von Støren und war dort bis 1948 tätig. Zwischen 1937 und 1945 war er wieder stellvertretendes Mitglied des Storting. Zugleich engagierte er sich wieder in der Kommunalpolitik und war sowohl von 1937 bis 1940 als auch von 1945 bis 1948 Mitglied des Gemeindevorstandes von Støren.
Nach der Besatzung durch die deutsche Wehrmacht und dem Ende des Zweiten Weltkrieges war er von 1945 bis zu seinem Tod erneut Abgeordneter des Storting für den Wahlkreis Sør-Trøndelag.
Während seiner Parlamentszugehörigkeit nach dem Zweiten Weltkrieg war er außerdem von Dezember 1945 bis Oktober 1948 sowohl Vizepräsident des Storting als auch Vorsitzender der Fraktion der Bondepartiet. Außerdem war er Mitglied der Storting-Ausschüsse für Auswärtige und Verfassungsangelegenheiten (Utenriks- og konstitusjonskomité), für Autorisierungen (Fullmaktskomité) und für Wahlen (Valgkomité) sowie Delegierter bei der Interparlamentarischen Union (IPU).

## Hintergrundliteratur
- Johan J. Jakobsen: Makten og æren : en biografi om Nils Trædal, 2005, ISBN 82-05-30836-5